# Guerra endêmica

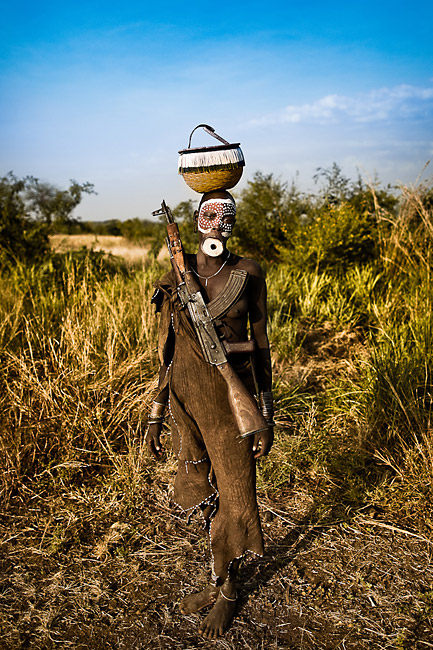
Mulher armada da tribo Mursi, na Etiópia

As porcentagens de homens mortos em guerra em oito sociedades tribais. (Lawrence H. Keeley, Arqueólogo, War Before Civilization)

Guerra endêmica é um estado de contínuo ou frequente de guerra, tal como é encontrado em alguns sociedades tribais, mas não está limitado somente a estas.
Ritual de luta (ou ritual de batalha ou ritual de guerra) permite a exibição da coragem, da masculinidade e a expressão da emoção, enquanto resultando em relativamente poucos ferimentos e até menos mortes. Assim, pode-se considerar tal prática como uma forma de resolução de conflitos e/ou exercícios psicossociais. Os nativos Americanos frequentemente se envolveram nesta atividade, mas a frequência de guerra é, em boa parte, uma questão de disputa entre culturas de caçadores-coletores.
A guerra é conhecida em várias sociedades tribais, senão todas, mas algumas sociedades desenvolvem uma ênfase particular na cultura guerreira (como os Nueres do Sudão do Sul, o Maori da Nova Zelândia, o Dugum Dani da Papua, o Ianomâmi (apelidado de "Povo Feroz") da Amazônia, ou as tribos Germânicas da Idade do Ferro na Europa).
Sociedades comunitárias são capazes de aumentar o poder máximo de uma guerra de aniquilação entre as tribos. Assim, no Amazonas, houve uma perpétua animosidade entre as tribos vizinhas do Jívaro. Uma diferença fundamental entre guerras declaradas dentro de uma mesma tribo e contra tribos vizinhas é que "as guerras entre tribos diferentes, são, em princípio, guerras de extermínio".
Os Ianomâmis da Amazônia tradicionalmente praticavam um sistema de escalada de violência em várias fases distintas. O duelo de bater no peito, o duelo de tapa lateral, o clube de luta, e a luta de arremesso de lança, chegando a ataques em grupos com a intenção de matar ao menos um membro da facção hostil. Finalmente, o mais elevado estágio de escalonamento é Nomohoni ou todos os massacres provocada pela traição.
Costumes semelhantes eram conhecidos pelos Dugum Dani e os Chimbus da Nova Guiné; os Nueres do Sudão e os índios das planícies dos Estados Unidos. Entre os Chimbus e os Dugum Dani, o roubo de porcos era a causa mais comum de conflito, ainda mais frequente do que o sequestro de mulheres, enquanto que entre os Ianomâmi, a mais frequente causa inicial da guerra foram acusações de feitiçaria. A guerra tem a função de facilitar tensões intra-grupais e tem aspectos de um jogo, ou "futebol super entusiasmado". Especialmente as "batalhas" dos Dugum Dani  tem um notável elemento de jogo, com uma instância documentada de uma batalha interrompida quando ambos os lados estavam distraídos em atirar pedras num pombo-cuco que sobrevoou naquele momento.

## Leitura complementar
- Zimmerman, L. The Crow Creek Site Massacre: A Preliminary Report, US Army Corps of Engineers, Omaha District, 1981.
- Chagnon, N. The Yanomamo. Holt: Rinehart & Winston,1983.
- Keeley, Lawrence. War Before Civilization, Oxford University Press, 1996.
- Pauketat, Timothy R. North American Archaeology. Blackwell Publishing, 2005.
- Wade, Nicholas. Before the Dawn. Penguin: New York 2006.
- S. A. LeBlanc, Prehistoric Warfare in the American Southwest, University of Utah Press (1999).
- Guy Halsall, Anthropology and the Study of Pre-Conquest Warfare and Society: The Ritual War in Anglo-Saxon England. In: Hawkes (ed.), Weapons and Warfare in Anglo-Saxon England (1989), 155-177.
- Diamond, Jared. The World Until Yesterday: What Can We Learn from Traditional Societies?, Viking. New York, 2012. pp. 79–129